# Sudbury (Ontário)
Sudbury é a maior cidade do norte da província canadense de Ontário. É uma cidade e municipalidade independente. Sua área é de 3,354 quilômetros quadrados e sua população é de 164,926 habitantes.